# Angelo Fabroni
Angelo Fabroni (født 25. september 1732 i Marradi, død 22. september 1803 i Pisa) var en italiensk litteraturhistoriker og historiker. 
Han havde ved Leopold af Toscanas protektion megen fritid til litterære studier og rejste tillige en del i Europa. Hans værker er talrige og nød fortjent anerkendelse i sin tid, navnlig hans hovedværk, de på latin forfattede 153 Vitæ Italorum doctorum excellentium qui sæculis XVII et XVIII floruerunt (20 bind, 1778-1805), der skaffede ham hædersnavnet "den italienske Plutarch". Lignende biografiske arbejder er de latinske levnedsbeskrivelser af Lorenzo de' Medici (1784), Cosimo de' Medici (1788-89) og Leo X (1797), samt på italiensk en række lovtaler med titel Elogi d'illustri Italiani (2 bind, 1786-89) og Elogi di Dante Alighieri e di Torquato Tasso (1800). 1771-96 redigerede han endvidere omtrent alene den i Pisa udkommende tidsskrift Giornale de' Letterati (i alt 102 bind). Fabronis selvbiografi står i sidste bind af hans Vitæ Italorum etc.